# Mark Boone Junior

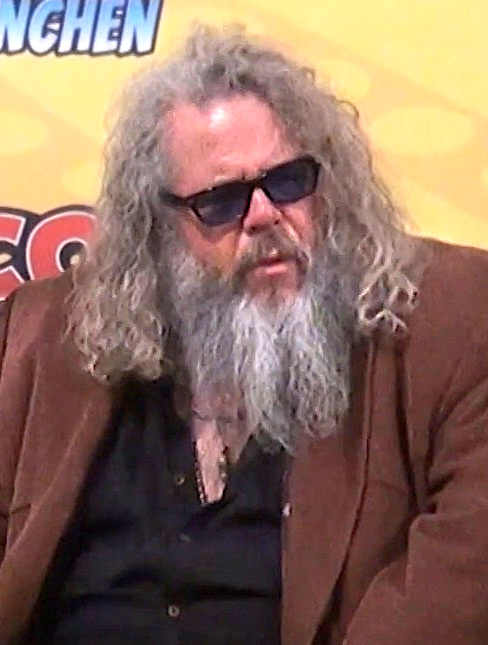
Mark Boone Junior im Jahr 2018

Mark Boone Junior (* 17. März 1955 in Cincinnati, Ohio als Mark Heidrich) ist ein US-amerikanischer Schauspieler.

## Leben und Wirken
Er wirkte seit den frühen 1980er Jahren in zahlreichen Fernsehproduktionen und Kinofilmen mit. Einem größeren Publikum wurde er durch seine Nebenrollen in den Filmen Memento und Batman Begins von Christopher Nolan bekannt.
Mark Boone startete seine Film- und Fernsehkarriere in etwa zeitgleich mit Steve Buscemi, mit dem er seit langem befreundet ist. Zusammen veranstalteten sie in der Gegend von New York und New Jersey Stand-up-Comedy-Shows. Außerdem trat Mark Boone in einigen Spielfilmen von Steve Buscemi auf. Dieser wiederum spielte in Boone Juniors 2002 erschienenem Spielfilm deadrockstar eine Rolle. Außerdem hatte er von September 2008 bis 2014 die Rolle des Robert „Bobby Elvis“ Munson in der US-Serie Sons of Anarchy inne.
Des Weiteren hat Mark Boone auch einige Filme produziert.

## Filmografie (Auswahl)
- 1983: Variety

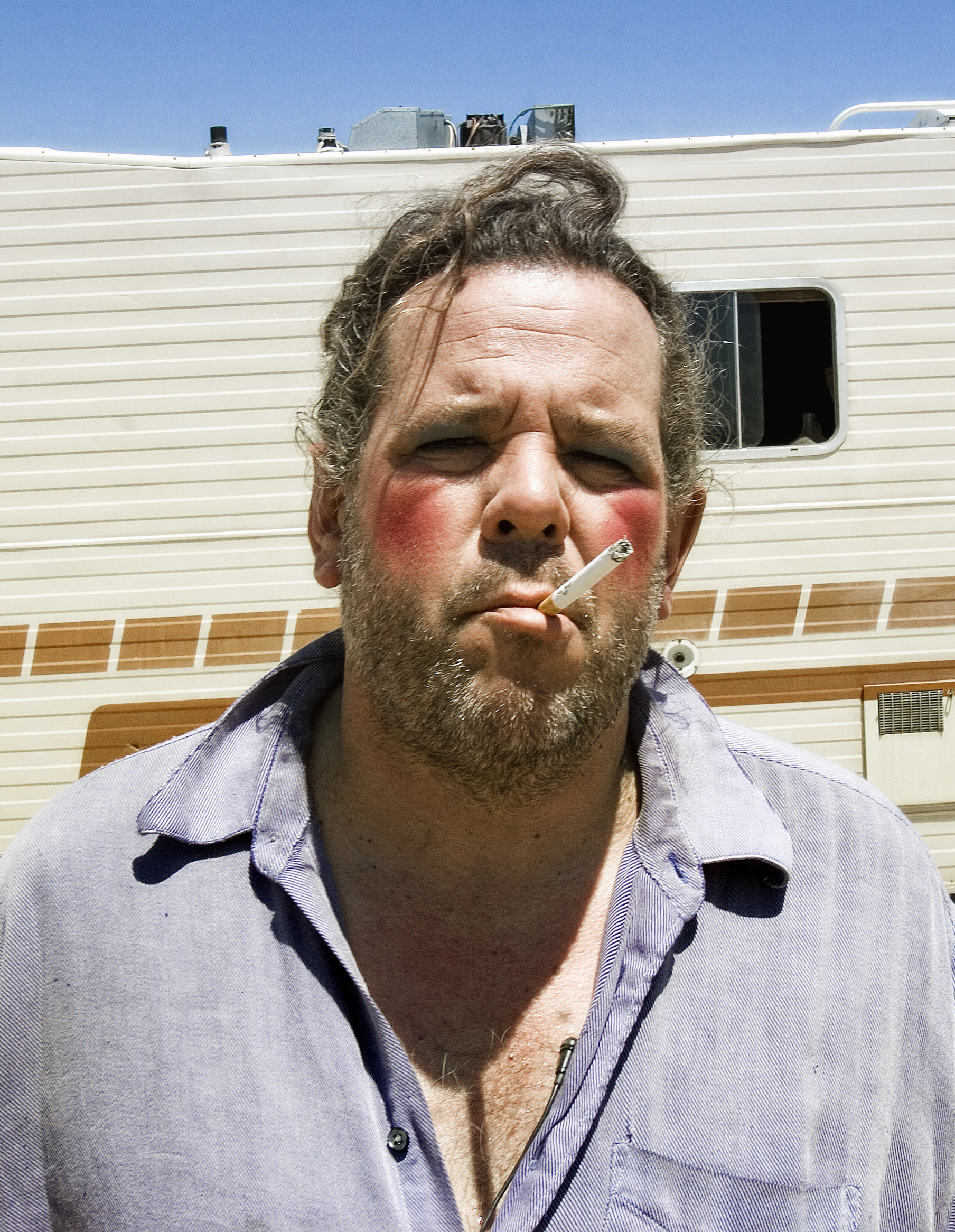
Mark Boone Junior als Bill Dooly am Set von The Mother of Invention (2010)

- 1985: So wie es ist/Eurydice in den Avenuen (The Way It Is)
- 1988: Landlord Blues
- 1989: New York Odyssee (Prisoners of Inertia)
- 1989: New Yorker Geschichten (New York Stories)
- 1989: Großstadtsklaven (Slaves of New York)
- 1989: Borders (Fernsehfilm)
- 1989: Cookie
- 1989: Letzte Ausfahrt Brooklyn (Last Exit to Brooklyn)
- 1990: Force of Circumstance
- 1990: Stirb langsam 2 (Die Hard 2)
- 1990: Law & Order (Fernsehserie)
- 1990: Zurück in die Vergangenheit (Quantum Leap)
- 1991: Fieber des Bösen (Fever, Fernsehfilm)
- 1991: Jack allein im Serienwahn (Delirious)
- 1991: In der Hitze der Nacht (In the Heat of the Night, Fernsehserie)
- 1992: The Paint Job
- 1992: Seinfeld (Fernsehserie)
- 1992: Von Mäusen und Menschen (Of Mice and Men)
- 1993: Das Kainsmal des Todes (Daybreak, Fernsehfilm)
- 1993: Geronimo – Eine Legende (Geronimo: An American Legend)
- 1994: Hoggs’ Heaven (Fernsehfilm)
- 1995: Schneller als der Tod (The Quick and the Dead)
- 1995: Naomi & Wynonna: Love Can Build a Bridge (Fernsehfilm)
- 1995: Das Tal der letzten Krieger (Last of the Dogmen)
- 1995: Sieben (Se7en)
- 1996: Trees Lounge – Die Bar, in der sich alles dreht (Trees Lounge)
- 1997: The Hunt (Cold Around the Heart)
- 1997: Rosewood Burning (Rosewood)
- 1997: The Game
- 1997: Hugo Pool
- 1998: Wiege der Angst (Montana)
- 1998: John Carpenters Vampire (John Carpenter’s The Vampires)
- 1998: Armageddon – Das jüngste Gericht (Armageddon)
- 1998: Ed Wood’s 'Der Tag, an dem ich starb' (I Woke Up Early the Day I Died)
- 1998: Ich weiß noch immer, was du letzten Sommer getan hast (I Still Know What You Did Last Summer)
- 1998: Der schmale Grat (The Thin Red Line)
- 1999: Spanish Judges
- 1999: The Wetonkawa Flash
- 1999: Wehrlos – Die Tochter des Generals (The General’s Daughter)
- 1999: Kommandounternehmen ATF-One (ATF)
- 2000: The Beat Nicks
- 2000: Rache eines Verurteilten (Animal Factory)
- 2000: Memento
- 2000: Get Carter – Die Wahrheit tut weh (Get Carter)
- 2001: Proximity – Außerhalb des Gesetzes (Proximity)
- 2001: Lass es, Larry! (Curb Your Enthusiasm, Fernsehserie)
- 2002: The Real Deal
- 2002: Deadrockstar
- 2003: Shade
- 2003: 2 Fast 2 Furious
- 2004: Full Clip – Tödliche Bronx (Full Clip)
- 2004: Sawtooth
- 2004: Frankenfish (Fernsehfilm)
- 2004: Dead Birds
- 2005: Lonesome Jim
- 2005: Carnivàle (Fernsehserie)
- 2005: Batman Begins
- 2006: The Legend of Lucy Keyes
- 2006: Wristcutters: A Love Story
- 2006: Unknown
- 2007: If I Had Known I Was a Genius
- 2007: 30 Days of Night
- 2008: Frozen River
- 2008: In Plain Sight – In der Schusslinie (In Plain Sight, Fernsehserie)
- 2008–2014: Sons of Anarchy (Fernsehserie)
- 2009: Spooner
- 2009: The Mother of Invention
- 2009: Halloween II
- 2010: Pete Smalls Is Dead
- 2011: Fully Loaded
- 2013: Life of Crime
- 2014: Law & Order: Special Victims Unit (Fernsehserie, 1 Episode)
- 2016: The Birth of a Nation – Aufstand zur Freiheit (The Birth of a Nation)
- 2016: The Last Man on Earth (Fernsehserie, 3 Episoden)
- 2016: Flaked (Netflix)
- 2017: Elementary
- 2017–2018: Patriot (Fernsehserie, 5 Episoden)
- 2019: The Mandalorian (Fernsehserie, 1 Episode)
- 2021: The Gateway
- 2021: Ida Red
- 2021: Paradise City (Fernsehserie, 8 Episoden)
- 2022: A Little White Lie
- 2025: O’Dessa

## Trivia
In dem Film Armageddon – Das jüngste Gericht hat er einen einsekündigen Auftritt, als ihn Little Guy fragt, was in den Fernsehnachrichten vorkam.